# Bricshát
Bricshát románul: Dosu Bricii, falu Romániában, Erdélyben, Kolozs megyében.

## Fekvése
Pecsétszeg közelében fekvő település.

## Története
Bricshát korábban Pecsétszeg része volt. 1956 körül vált külön településsé 88 lakossal.
1966-ban 97, 1977-ben 67, 1992-ben 30, a 2002-es népszámláláskor 25 román lakosa volt.